# Charlotte Hornets
O Charlotte Hornets é um time norte-americano de basquete profissional com sede em Charlotte, Carolina do Norte. Os Hornets competem na National Basketball Association (NBA) como um membro da Divisão Sudeste da Conferência Leste. Em agosto de 2023, Michael Jordan vendeu sua participação majoritária nos Hornets para um grupo de investidores liderados por Gabe Plotkin e Rick Schnall. Ele manteve uma participação minoritária no time.
A franquia original dos Hornets foi fundada em 1988 como uma equipe de expansão, de propriedade de George Shinn. Em 2002, a franquia de Shinn mudou-se para New Orleans e se tornou o New Orleans Hornets. Em 2004, a NBA criou o Charlotte Bobcats, que era considerado uma nova equipe de expansão na época. Em 2013, a franquia de New Orleans anunciou que iria se rebatizar como New Orleans Pelicans, devolvendo o nome, os registros e a história oficial dos Hornets (de 1988 a 2002) para Charlotte. Os Bobcats foram oficialmente renomeados como Charlotte Hornets para a temporada de 2014-15.

## História

### 1988–2002: Charlotte Hornets original

#### 1985–1988: Nascimento dos Hornets
Em 1985, a NBA estava planejando expandir para três equipes na temporada de 1988-89, mais tarde modificada para incluir um total de quatro equipes de expansão. George Shinn, um empresário de Kannapolis, queria trazer uma equipe da NBA para a área de Charlotte e reuniu um grupo de proeminentes empresários locais para chefiar a franquia em potencial. A área de Charlotte sempre foi um viveiro de basquete universitário. Charlotte também foi uma das cidades de crescimento mais rápido nos Estados Unidos e foi anteriormente uma das três casas regionais no estado do Carolina Cougars da American Basketball Association de 1969 a 1974.
Apesar das dúvidas dos críticos, o ás na manga de Shinn foi o Charlotte Coliseum, uma arena de última geração que acomodaria quase 24.000 espectadores - a maior arena específica de basquete que já serviu como uma casa em tempo integral para um time da NBA. Em 5 de abril de 1987, o então comissário da NBA, David Stern, ligou para Shinn para dizer que seu grupo havia recebido a 24ª franquia da NBA e que ela iria estrear em 1988. Franquias também foram concedidas a Miami, Minneapolis e Orlando.
Originalmente, a nova equipe seria chamada de Charlotte Spirit, mas um concurso de nome da equipe rendeu "Hornets" como a escolha vencedora. A equipe recebeu mais atenção quando escolheu o azul-petróleo como sua cor primária, desencadeando a mania da moda esportiva no final dos anos 1980 e início dos 1990. Os uniformes da equipe, desenhados pelo designer internacional e nativo da Carolina do Norte, Alexander Julian, foram os primeiros na NBA com faixas distintas. Projetos semelhantes de outras equipes se seguiram, à medida que se tornavam um sucesso.
Shinn contratou Carl Scheer como o primeiro presidente e gerente geral da equipe. O ex-técnico universitário e veterano assistente da NBA, Dick Harter, foi contratado como o primeiro técnico do time. Em 1988, o Hornets e o Miami Heat fizeram parte do draft de expansão da NBA de 1988. Ao contrário de muitas franquias de expansão que investem no futuro com uma equipe composta inteiramente por jogadores jovens, Charlotte abasteceu seu elenco inaugural com vários veteranos na esperança de colocar uma escalação competitiva em campo imediatamente. A equipe também teve três escolhas de draft no draft de 1988.

#### 1988–1992: Primeiras temporadas

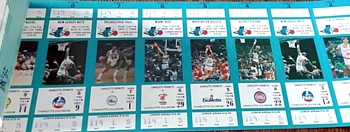
Ingressos para a temporada inaugural dos Hornets.

O primeiro jogo da NBA dos Hornets aconteceu em 4 de novembro de 1988, no Charlotte Coliseum, perdendo por 133-93 para o Cleveland Cavaliers. Quatro dias depois, a equipe alcançou sua primeira vitória na NBA sobre o Los Angeles Clippers por 117–105. Em 23 de dezembro de 1988, os Hornets realmente deu aos seus fãs algo para festejar, derrotando Michael Jordan e o Chicago Bulls por 103-101 no primeiro retorno de Jordan à Carolina do Norte como profissional. Os Hornets terminou sua temporada inaugural com um recorde de 20-62. Scheer saiu antes da temporada de 1989–90.
Apesar da preocupação inicial de que o Coliseu fosse muito grande, os Hornets foi um grande sucesso, liderando a participação de público da NBA, um feito que eles alcançariam mais sete vezes em Charlotte. Eventualmente, os Hornets esgotariam os ingressos em 364 jogos consecutivos.
A segunda temporada dos Hornets foi uma luta do início ao fim. Membros da equipe se rebelaram contra o estilo de defesa de Dick Harter e ele foi substituído no meio da temporada pelo assistente Gene Littles após um começo de 8-32. Apesar da mudança, a equipe continuou a ter dificuldades, terminando a temporada com um decepcionante recorde de 19-63.
A equipe mostrou melhora durante a temporada seguinte. Eles ganharam oito de seus primeiros quinze jogos, incluindo uma vitória por 120-105 sobre o Washington Bullets. No entanto, o time esfriou, perdendo seus próximos onze jogos. Os Hornets, que sediou o All-Star Game de 1991, terminou com um recorde de 26-56. Apesar da melhora de sete jogos da equipe em relação à temporada anterior, Gene Littles foi demitido no final da temporada e substituído pelo gerente geral Allan Bristow.
Com a primeira escolha no draft de 1991, os Hornets selecionaram Larry Johnson da Universidade de Nevada. Johnson teve uma temporada de impacto, terminando entre os líderes da liga em pontos e rebotes, e ganhando o Prêmio de Novato do Ano em 1992. Além disso, Kendall Gill liderou a equipe em pontuação com média de mais de 20 pontos. O time ficou na disputa por uma vaga nos playoffs até março, mas terminou a temporada com um recorde de 31-51.

#### 1992–1995: Era Johnson / Mourning
Os Hornets estava na loteria para a primeira escolha do draft novamente em 1992 e ganhou a segunda escolha geral no draft de 1992, usando-o para selecionar Alonzo Mourning. A equipe terminou sua quinta temporada com um recorde de 44-38, seu primeiro recorde de vitórias e bom o suficiente para a primeira vaga nos playoff na história da franquia. Terminando em quinto lugar na Conferência Leste, os Hornets derrotou o Boston Celtics na primeira rodada. No entanto, eles não tiveram experiência e profundidade para derrotar o New York Knicks, caindo em cinco jogos na segunda rodada.
Os Hornets terminaram a temporada de 1993-94 com um recorde de 41-41, perdendo por pouco os playoffs. Apesar das lesões de Johnson e Mourning, os dois lideraram a equipe em pontos por jogo.
Na temporada de 1994-95, os Hornets terminaram com um recorde de 50-32, voltando aos playoffs. Johnson e Mourning novamente lideraram a equipe em pontos e em rebotes. No entanto, Charlotte foi eliminado dos playoffs na primeira rodada para o Chicago Bulls em quatro jogos. Depois da temporada, os Hornets trocaram Mourning para o Miami Heat por Glen Rice, Matt Geiger e Khalid Reeves.

#### 1995–1998: Era Glen Rice
Glen Rice causaria um impacto imediato após ingressar nos Hornets, liderando o time em pontos durante a temporada de 1995-96. Enquanto Rice e Johnson forneceram uma pontuação de alta potência, Geiger empatou com Johnson na liderança da equipe em rebotes. Os Hornets foram competitivos, mas não conseguiram se classificar para os playoffs, novamente terminando com um recorde de 41-41. Allan Bristow renunciou no final da temporada e foi substituído por Dave Cowens no comando da equipe.
O período de entressafra de 1996 foi novamente marcado por grandes mudanças: Kenny Anderson recusou-se a renovar contrato, Larry Johnson foi enviado para os Knicks em troca de Anthony Mason e a equipe fez uma troca no dia do draft de 1996, adquirindo Vlade Divac do Los Angeles Lakers em troca de Kobe Bryant, que o Hornets selecionou no draft. O novo visual dos Hornets foi bem-sucedido, com Divac e Geiger fornecendo a combinação central, Mason com uma média de duplo-duplo e Rice tendo a melhor temporada de sua carreira. A equipe alcançou a melhor temporada de sua história na época, terminando com um recorde de 54-28 e voltando aos playoffs. Apesar do sucesso durante a temporada regular, os Hornets foram derrotado pelo New York Knicks em três jogos na primeira rodada.
A temporada de 1997-98 também foi um sucesso. Muggsy Bogues foi negociado depois de dois jogos da temporada e o time pegou David Wesley e Bobby Phills. Com Wesley, Phills, Rice, Mason e Divac, os Hornets foram muito bem na temporada regular, terminando com um recorde de 51-31. Eles se classificaram para os playoffs consecutivamente pela primeira vez na história da franquia, avançando para a segundo rodada e perdendo para os Bulls.

#### 1998–2002: Anos finais
A temporada de 1998-99 foi encurtada. A temporada só começou em fevereiro, já que a greve encurtou a temporada regular para apenas 50 jogos. Além disso, Glen Rice foi negociado com os Lakers em troca de Eddie Jones e Elden Campbell. Dave Cowens renunciou no meio da temporada e foi substituído por Paul Silas, que se tornou o quinto técnico do time. A equipe terminou com um recorde de 26-24, mas não conseguiu se classificar para os playoffs.
As três temporadas seguintes (1999-2000, 2000-01 e 2001-02) viram o Hornets nos playoffs a cada ano, chegando duas vezes às semifinais da conferência. Antes dos Hornets serem eliminados dos playoffs de 2002, a NBA aprovou um acordo para a equipe se mudar para New Orleans após a temporada. A mudança veio principalmente porque o público diminuiu drasticamente, supostamente devido ao declínio da popularidade de Shinn na cidade.

### 2004–2014: Charlotte Bobcats
Logo após a mudança da equipe para New Orleans, a NBA se abriu para a possibilidade de adicionar uma equipe substituta em Charlotte para a temporada de 2004-05, desde que um acordo de arena pudesse ser alcançado. Vários grupos proprietários, incluindo um liderado pelo ex-astro do Boston Celtics, Larry Bird, fizeram ofertas pela franquia. Em 18 de dezembro de 2002, um grupo liderado pelo fundador do BET, Robert Louis Johnson, foi premiado com a franquia, permitindo que ele se tornasse o primeiro proprietário afro-americano dos principais esportes profissionais dos EUA. A franquia com Johnson como seu proprietário foi aprovada pelo Conselho de Donos da NBA em 10 de janeiro de 2003. O artista de hip-hop, Nelly, tornou-se um notável co-proprietário. Os proprietários pagaram uma taxa de expansão de US $ 300 milhões para entrar na liga.
Em junho de 2003, o nome do time foi anunciado oficialmente como Bobcats. A Charlotte Regional Sports Commission auxiliou no processo de nomeação com um esforço "Ajude a nomear a equipe" que atraiu mais de 1.250 sugestões, com 'Flight' sendo o vencedor. No entanto, o nome foi descartado por Johnson e pela equipe envolvida na criação da identidade da equipe, sendo considerado abstrato e uma reminiscência dos ataques aéreos da Guerra do Iraque na época. Dado que Charlotte já era a casa de um time chamado de gato, o Carolina Panthers da National Football League, o designer Chris Weiller fez questão de criar um logotipo que não seria semelhante ao logotipo dos Panthers. Também foi especulado que Johnson escolheu o nome "Bobcats" em referência ao seu próprio nome.
Os Bobcats contrataram Bernie Bickerstaff como o seu primeiro treinador e gerente geral na história da franquia. Uma nova arena para receber os Bobcats na parte alta de Charlotte começou a ser construída em julho de 2003. A equipe jogaria seus jogos em casa no Coliseu até que a nova arena estivesse pronta.

#### 2004–2007: Retorno a Charlotte

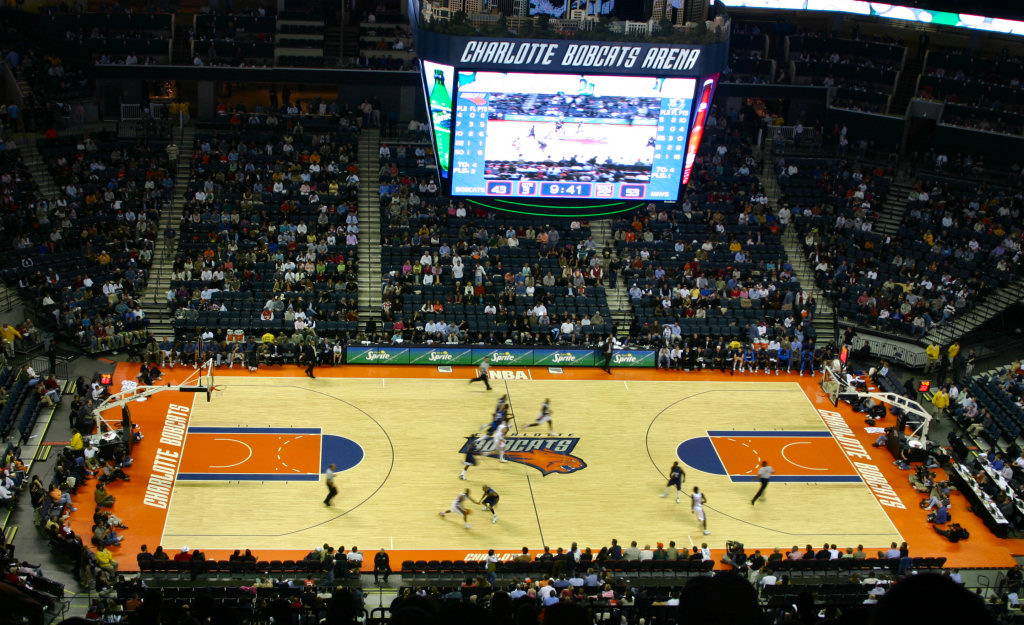
Os Bobcats contra o Dallas Mavericks em 11 de novembro de 2005.

Os Bobcats realizaram seu projeto de expansão em 22 de junho de 2004, pegando jovens como Gerald Wallace, Primož Brezec e Jason Kapono. Pouco depois, eles negociaram com o Los Angeles Clippers para adquirir a segunda escolha no draft de 2004, que eles usaram para selecionar Emeka Okafor de Connecticut. O jogo inaugural dos Bobcats e o primeiro de sua temporada de 2004-05 ocorreu em 4 de novembro no Charlotte Coliseum, e foi uma derrota por 103-96 para o Washington Wizards. Dois dias depois, eles ganharam seu primeiro jogo na história da franquia sobre o Orlando Magic por 111–100. Em 14 de dezembro, os Bobcats derrotou o New Orleans Hornets na prorrogação na primeira viagem do time a Charlotte desde a mudança. Os Bobcats terminaram sua temporada inaugural com um recorde de 18-64. Emeka Okafor, entretanto, ganhou o Prêmio de Novato do Ano em 2004-05.
No draft de 2005, os Bobcats selecionaram Raymond Felton e Sean May. Em sua segunda temporada, os Bobcats abriu a Charlotte Bobcats Arena com uma vitória na prorrogação sobre o Boston Celtics. Apesar de ter dificuldades durante a maior parte da temporada, eles conseguiram fechar a temporada com quatro vitórias consecutivas e terminar com um recorde de 26-56, uma melhoria de oito jogos em relação à temporada anterior. Depois da temporada, os Bobcats anunciaram que a lenda da NBA e nativo da Carolina do Norte, Michael Jordan, comprou uma participação minoritária no time. Como parte do negócio, ele se tornou o chefe das operações de basquete, embora Bickerstaff continuasse como gerente geral.
Os Bobcats mostrou alguma melhora durante a temporada de 2006-07, tendo um recorde esperançoso de 22-33 no final de fevereiro. No entanto, o time passou por uma sequência de oito derrotas consecutivas e caiu para 22-41 no início de março. Após a queda, Jordan anunciou que Bickerstaff não voltaria a ser técnico na temporada seguinte, mas terminaria como técnico no restante da temporada de 2006-07. Os Bobcats ganharam 11 de seus últimos 19 jogos do mandato de Bickerstaff e terminaram sua terceira temporada com um recorde de 33-49.
Em 3 de junho de 2007, o Charlotte Coliseum foi demolido, marcando um final amargo para a era original dos Hornets. Esta foi a casa da franquia original da NBA de Charlotte. A arena tinha apenas 19 anos e foi considerada desatualizada devido à falta de camarotes e suítes luxuosas. A arena foi projetada para o basquete universitário como parte do esforço de Charlotte para manter sua presença na rotação do torneio de basquete da ACC.

#### 2007–2010: Era Larry Brown
O front office e a equipe técnica foram os principais focos dos Bobcats durante o período de entressafra de 2007. Rod Higgins foi contratado como gerente geral e Sam Vincent foi contratado como o segundo treinador principal na história da franquia. No draft de 2007, Brandan Wright foi escolhido pelos Bobcats com a oitava escolha geral; ele foi posteriormente negociado com a Golden State Warriors por Jason Richardson. Os Bobcats foram incapazes de capitalizar os movimentos fora da temporada e terminaram a temporada de 2007-08 com um recorde de 32-50. A equipe enfrentou rumores de jogadores que entraram em confronto com o treinador. Depois de um ano, durante o qual ele teve vários problemas, Sam Vincent foi demitido em abril de 2008.
Em 29 de abril de 2008, os Bobcats chegaram a um acordo para contratar Larry Brown como o terceiro técnico na história da franquia. No draft de 2008, os Bobcats selecionaram D. J. Augustin como a nona escolha geral. Em 10 de dezembro de 2008, pouco mais de um mês após o início da temporada, os Bobcats conseguiram Boris Diaw e Raja Bell em uma troca com o Phoenix Suns. A troca acabou sendo bem-sucedida, pois o time chegou perto de alcançar a primeira vaga nos playoff da franquia, mas terminou na nona colocação com um recorde de 35-47. Após a temporada, o proprietário majoritário Bob Johnson anunciou que estava colocando a equipe à venda.

#### 2009–2010: Aquisição da franquia por Michael Jordan

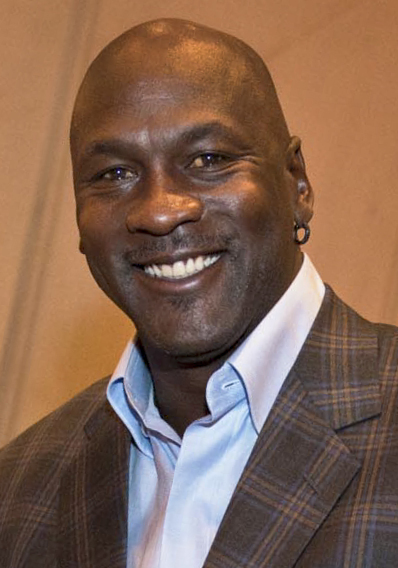
Michael Jordan adquiriu os Bobcats em 2010.

Durante o período de entressafra, a equipe escolheu Gerald Henderson como a 12º escolha geral no draft de 2009. Os Bobcats trocaram Emeka Okafor por Tyson Chandler do New Orleans Hornets, e por meio de mais negociações adquiriram Stephen Jackson e Acie Law do Golden State Warriors. 
Em 27 de fevereiro de 2010, foi anunciado que Johnson havia decidido vender o time para Jordan, permitindo que ele se tornasse o primeiro ex-jogador da NBA a se tornar proprietário majoritário de uma franquia.
Em 9 de abril de 2010, os Bobcats conquistou sua primeira vaga nos playoffs desde 2002 com uma vitória por 104–103 sobre o New Orleans Hornets, terminando a temporada de 2009–10 com um recorde geral de 44–38, sua primeira temporada vitoriosa. Gerald Wallace foi um grande fator na disputa dos playoffs ao se tornar o primeiro All-Star dos Bobcats. No entanto, eles foram derrotados pelo Orlando Magic em 4 jogos.

#### 2010–2014: Anos finais dos Bobcats
Apesar das saídas de Raymond Felton e Tyson Chandler, os Bobcats esperavam chegar aos playoffs pela segunda temporada consecutiva. Após um início desanimador de 9-19, Jordan anunciou que Larry Brown havia deixado o cargo de técnico. Paul Silas foi contratado como o novo treinador principal no mesmo dia. Os Bobcats enviaram Gerald Wallace para o Portland Trail Blazers e receberam duas escolhas de primeira rodada do draft, Joel Przybilla, Sean Marks e Dante Cunningham, também adquirindo D. J. White e Morris Peterson em uma troca com o Oklahoma City Thunder. Descendo a reta, as lesões de Stephen Jackson e Tyrus Thomas atrapalharam qualquer chance de Charlotte tentar pegar o Indiana Pacers pelo oitavo lugar na Conferência Leste. No final, os Bobcats terminaram a temporada com um recorde geral de 34–48.

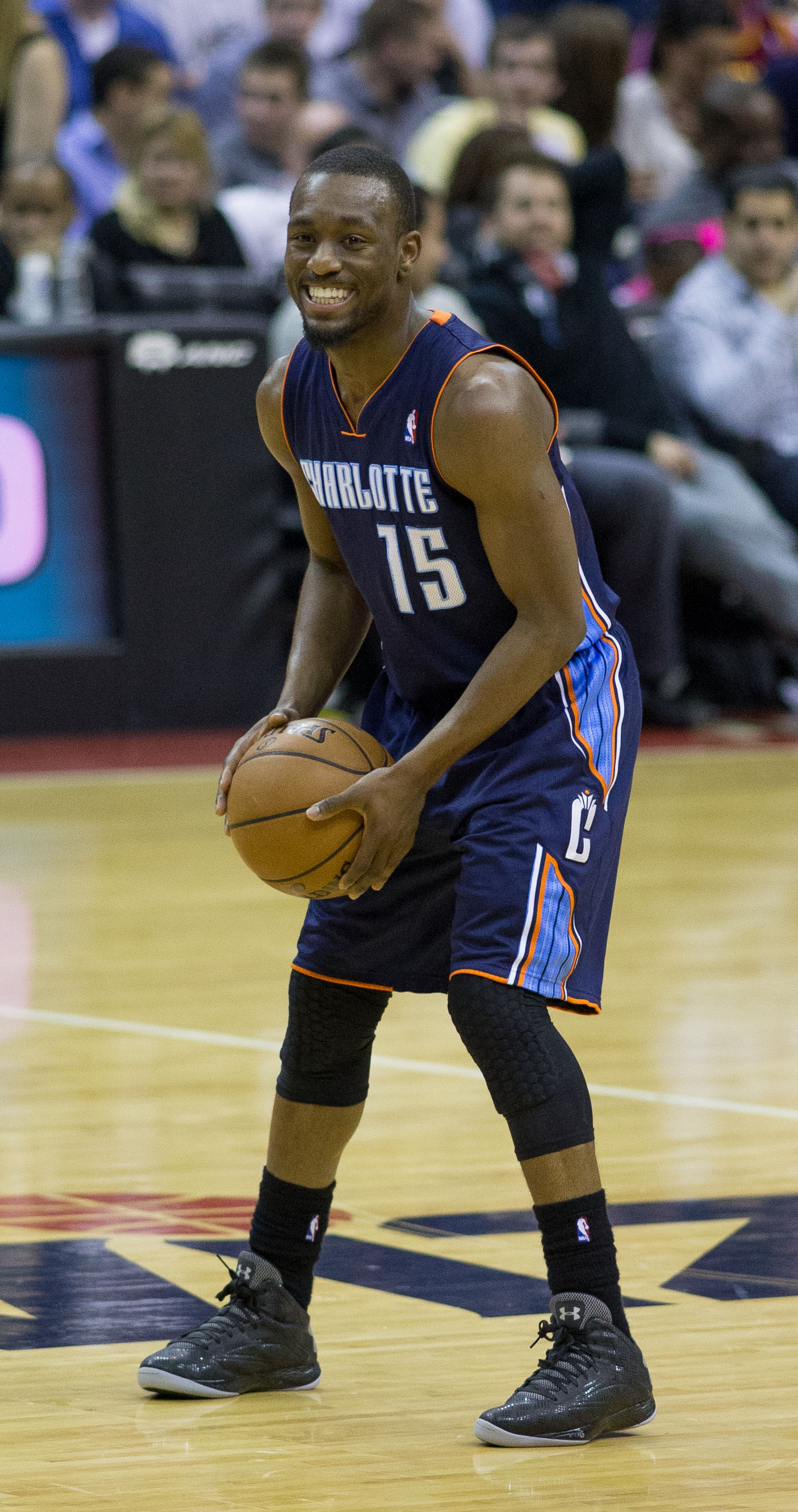
Os Bobcats selecionaram Kemba Walker como a 9ª escolha geral no draft de 2011.

Em 13 de junho de 2011, os Bobcats fizeram algumas mudanças em seu escritório ao contratar o ex-gerente geral do Portland Trail Blazers, Rich Cho, para a mesma posição e promover Rod Higgins a Presidente de Operações de Basquete. Durante o draft de 2011, os Bobcats enviaram Stephen Jackson, Shaun Livingston e a 19ª escolha para o Milwaukee Bucks e receberam Corey Maggette e a 7ª escolha em troca. Os Bobcats usaram essa escolha para escolher Bismack Biyombo e com sua 9ª escolha geral escolheram Kemba Walker, o melhor jogador do Torneio da NCAA.
Na temporada de 2011-12 encurtada pela greve, Charlotte perdeu muitas vezes, incluindo seus últimos 23 jogos. Durante o último jogo da temporada contra o New York Knicks, os Bobcats registraram mais uma derrota e sua porcentagem de vitórias caiu para 0,106, estabelecendo um novo recorde para a pior temporada de uma equipe da NBA (já que esta temporada foi encurtada pelo bloqueio, o Philadelphia 76ers de 1972–73 ainda detém o recorde de mais derrotas em uma temporada com 73). No geral, o recorde da equipe foi de 7-59. Em 30 de abril de 2012, os Bobcats anunciaram que Silas não voltaria como treinador principal. O assistente de St. John, Mike Dunlap, foi nomeado seu sucessor.
Apesar de terminar a temporada com o pior recorde da história da NBA, os Bobcats receberam a segunda escolha geral. Com essa escolha no draft de 2012, a equipe selecionou Michael Kidd-Gilchrist e Jeffery Taylor como a 31ª escolha geral. Eles também contrataram Ben Gordon, Ramon Sessions e Brendan Haywood que estavam sem clube. Os Bobcats venceu seu primeiro jogo contra os Pacers, quebrando sua sequência de 23 derrotas consecutivas. A equipe parecia ter se recuperado com um início de temporada de 7–5. No entanto, eles prontamente entraram em uma sequência de 18 derrotas, da qual nunca se recuperaram, fechando a sequência com uma vitória em Chicago. Charlotte terminou com um recorde de 21-61, o segundo pior recorde da liga. Dunlap foi demitido em 23 de abril, supostamente porque os jogadores foram desestimulados por seu estilo. Ele seria substituído pelo ex-técnico assistente do Los Angeles Lakers, Steve Clifford.
Durante o draft de 2013, os Bobcats selecionaram Cody Zeller como a 4º escolha geral. Os Bobcats também contrataram o ex-pivô do Utah Jazz, Al Jefferson. Em fevereiro de 2014, a equipe recebeu Gary Neal e Luke Ridnour em uma troca com o Milwaukee Bucks. Os novos jogadores e a equipe técnica conquistaram uma vaga nos playoffs pela segunda vez na história da franquia ao derrotar o Cleveland Cavaliers. Charlotte terminou a temporada regular com um recorde de 43-39. No entanto, eles foram varrido em quatro jogos pelo atual campeão, Miami Heat, na primeira rodada.

### 2014–Presente: Retorno dos Hornets
Em 21 de maio de 2013, Jordan anunciou oficialmente que a organização havia apresentado um pedido de alteração do nome da franquia para Charlotte Hornets para a temporada de 2014-15. Em 18 de julho de 2013, A NBA anunciou que havia aprovado por unanimidade o rebranding, que começaria com a conclusão da temporada de 2013–14.
Os Bobcats anunciaram em 22 de novembro que adotariam uma versão modificada da paleta de cores branco-púrpura-azulado original dos Hornets, com preto, cinza e azul Carolina como acentos. A equipe revelou oficialmente seu futuro logotipo e esquema de identidade durante o intervalo de seu jogo de 21 de dezembro contra o Utah Jazz. A equipe também iniciou a campanha "Buzz City" para estimular o retorno dos Hornets. Em 16 de janeiro de 2014, os Bobcats revelaram novas camisas.
Em 20 de maio de 2014, os Bobcats se tornaram oficialmente a segunda encarnação do Charlotte Hornets. Em uma entrevista coletiva sobre a mudança, os dirigentes da equipe também anunciaram que, como parte de um acordo com a NBA e os Pelicans, o renomeado Hornets recuperou a história e os recordes dos Hornets de 1988-2002 (em um movimento semelhante ao da volta do Cleveland Browns na NFL em 1999), enquanto todos os recordes dos Hornets durante sua estada em New Orleans de 2002 a 2013 permaneceram com os Pelicans. Charlotte já estava usando imagens anteriores dos Hornets originais como parte da campanha "Buzz City".
No draft de 2014, os Hornets tiveram a nona escolha geral em uma troca com o Detroit Pistons, que eles usaram para selecionar Noah Vonleh. No mesmo draft, eles selecionaram Shabazz Napier, Dwight Powell e Semaj Christon na segunda rodada. Mais tarde, eles trocaram Napier para o Miami Heat por P. J. Hairston, os direitos da 55ª escolha, a escolha da segunda rodada de Miami em 2019 e considerações em dinheiro.
Os Hornets também contrataram Lance Stephenson e Marvin Williams que estavam sem clube. Um ano muito difícil levou a um recorde de 33-49 e um 4º lugar na divisão. Stephenson foi negociado com o Los Angeles Clippers em troca de Spencer Hawes e Matt Barnes, que mais tarde foi negociado com o Memphis Grizzlies por Courtney Lee.
Na temporada de 2015–16, a equipe melhorou para um recorde de 48-34 após a aquisição de jogadores como Nicolas Batum, Jeremy Lamb e Jeremy Lin. Foi a melhor temporada da história da franquia desde a era dos Hornets original. O Charlotte voltou aos playoffs, onde perdeu para o Miami Heat em sete jogos na primeira rodada. Ao longo do caminho, eles derrotaram o Heat duas vezes na Time Warner Cable Arena, as primeiras vitórias dos playoffs da franquia desde a era original do Hornets.
Na entressafra da temporada de 2016–17, Jeremy Lin assinou com o Brooklyn Nets, Al Jefferson com o Indiana Pacers e Courtney Lee com o New York Knicks, mas os Hornets conseguiu renovar com Nicolas Batum e Marvin Williams. Eles também trouxeram Roy Hibbert, Marco Belinelli e Ramon Sessions. Hibbert seria negociado no meio da temporada para o Milwaukee Bucks junto com Spencer Hawes em troca de Miles Plumlee. Kemba Walker foi nomeado para o All-Star Game como reserva da Conferência Leste, o primeiro All-Star de sua carreira. Os Hornets terminariam a temporada com um recorde de 36-46, perdendo os playoffs.
Os Hornets tiveram uma entressafra de sucesso em 2017. Eles enviaram Plumlee e Belinelli e a 41ª escolha do draft de 2017 para o Atlanta Hawks em troca de Dwight Howard e a 31ª escolha no draft de 2017. A troca reuniu Howard com o técnico Steve Clifford, os quais trabalharam juntos em Orlando e Los Angeles. No draft, Charlotte selecionou Malik Monk como a 11ª escolha geral e Frank Jackson como a 31ª escolha geral. Na temporada de 2017-18, Kemba Walker foi selecionado para sua segunda aparição no All-Star Game e passou Dell Curry como o maior marcador de bolas de três pontos e o artilheiro de todos os tempos da franquia. Nessa temporada, eles terminaram com um recorde de 36-46 e não foram para os playoffs.
No final da temporada de 2017–18, os Hornets não renovaram o contrato do gerente geral Rich Cho. Em abril de 2018, Mitch Kupchak foi nomeado o novo presidente de operações de basquete e gerente geral. Em 13 de abril de 2018, os Hornets demitiram o técnico Steve Clifford após cinco temporadas e um recorde de 196–214 e nomeou James Borrego como seu substituto em 10 de maio.
Em 23 de julho de 2018, Tony Parker, que passou os 17 anos anteriores de sua carreira com o San Antonio Spurs, assinou com os Hornets. Em janeiro de 2019, Kemba Walker foi nomeado titular do All-Star Game pela Conferência Leste e igualou Glen Rice em sua terceira aparição no All-Star Game em sua carreira nos Hornets. Na temporada de 2018–19, eles terminaram com um recorde de 39-43 e não foram para os playoffs.
Em 20 de junho de 2019, os Hornets selecionaram P. J. Washington como a décima segunda escolha geral no draft de 2019. Em 6 de julho de 2019, Kemba Walker se juntou ao Boston Celtics por meio de um acordo de troca com os Hornets.
Em 18 de novembro de 2020, os Hornets selecionaram LaMelo Ball como a terceira escolha geral no Draft da NBA de 2020. Os Hornets também selecionaram Vernon Carey Jr. e Grant Riller na segunda rodada do draft. Em 29 de novembro de 2020, os Hornets adquiriram Gordon Hayward. Os Hornets terminaram a temporada de 2020-21 com um recorde geral de 33-39. Em 16 de junho de 2021, Ball foi nomeado o Novato do Ano de 2020-21, tornando-se o terceiro jogador na história da franquia a ganhar o prêmio.

## Logos e uniformes

### Logos
O primeiro logotipo dos Hornets era uma vespa antropomórfica azul-petróleo e roxa usando sapatos brancos e luvas com uma bola de basquete laranja. As palavras "Charlotte Hornets" estavam em azul-petróleo e curvas na parte superior e inferior do logotipo.
O logotipo principal dos Bobcats de 2004 a 2012 consistia em um lince laranja rosnando voltado para a direita com o nome "Bobcats" acima em prata em um fundo azul, com "Charlotte" aparecendo acima dele na mesma cor azul. Uma mudança para um laranja e azul menos vibrante, mantendo o mesmo visual, foi feita em 2007. 
Em 2007, os Bobcats revelaram um logotipo secundário, consistindo em uma cabeça de lince rosnando com um lado sombreado em laranja e o outro azul. Uma bola de basquete prateada foi colocada atrás do lado direito da cabeça, toda envolta em um círculo laranja-azul-cinza. 
Durante o rebranding de 2012, as cores foram alteradas, com cinza e azul substituindo o laranja na cabeça e no contorno do círculo, respectivamente, e a bola de basquete passando para laranja. Este logotipo se tornaria proeminente no marketing da equipe e seria apresentado na quadra central de 2007-08 até 2013-14.
O segundo logotipo dos Hornets apresenta uma vespa azul-petróleo e roxa com as palavras "Charlotte Hornets" em seu torso. As asas brotam acima da cabeça, à esquerda e à direita, com detalhes em azul-petróleo e roxo. O ferrão da vespa é destaque; um padrão de basquete está acima do ferrão. Cinza delineia totalmente o logotipo. Entre os diferentes logotipos secundários da equipe está uma vespa azul-petróleo e roxo em forma de 'C' representando a cidade de Charlotte.

### Uniformes

#### Hornets Original
Os uniformes originais dos Hornets foram desenhados pelo designer internacional e nativo da Carolina do Norte, Alexander Julian. A equipe escolheu azul-petróleo e roxo como suas cores primárias e apresentou listras em um uniforme da NBA pela primeira vez. Enquanto a maioria dos times apresentam o nomes do time em casa e a sua cidade natal fora de casa, os uniformes dos Hornets tinham "Charlotte" ambos os uniformes. Os uniformes da casa eram brancos com listras em verde-azulado, verde, azul e roxo, enquanto os uniformes fora de casa eram em azul-petróleo com listras em branco, verde, azul e roxo. O logotipo 'Hugo' foi destaque nos shorts, começando no início de 1992.
De 1997 a 2002, o Hornets fez pequenas mudanças em seus uniformes. Hugo foi transferido da cintura para a perna esquerda, enquanto as listras laterais com risca de giz foram adicionadas, nas cores roxa (fora de casa) e verde-azulado (casa). Um tricolor com azul-petróleo, roxo e azul foi destaque na linha da cintura.

#### Bobcats
Os primeiros uniformes caseiras dos Bobcats eram brancos, tendo "Bobcats" em laranja com detalhes em azul e preto. A camisa primária era laranja e tinha "Charlotte" em branco com detalhes em azul e preto.
Para a temporada de 2009-10, os Bobcats exibiram uniformes redesenhados, tendo uma mistura de características dos uniformes dos Hornets e dos Bobcats. Os uniformes da casa eram brancos e apresentavam um "Bobcats" arqueado em azul com detalhes em laranja e branco. Os uniformes fora de casa eram azuis e apresentavam um "Charlotte" arqueado em branco com detalhes em azul e laranja. Ambos os desenhos apresentavam listras prateadas, semelhantes ao que os Hornets usavam.
Os Bobcats revelaram novos uniformes em 19 de junho de 2012, sua segunda e última mudança em cinco anos. No geral, eles deram menos ênfase ao laranja. Os uniformes brancos de casa ostentavam o apelido mais curto 'Cats' em azul marinho e guarnição em azul, enquanto os números eram em azul e guarnição marinho com listras laterais em marinho. Os uniformes azul marinho exibiam 'Charlotte' em branco e azul com os números apresentando o mesmo acabamento do nome da cidade com listras laterais em azul. Em ambos os uniformes, as riscas foram relegadas para os lados. A adição do azul foi vista como uma forma de conectar as raízes universitárias do proprietário Michael Jordan, enquanto a adoção formal de 'Cats' para fins de marketing refletia um apelido popular.

#### Hornets
Os recém-renomeados Hornets revelaram os uniformes da equipe em 19 de junho de 2014, consistindo em uniformes brancos e roxos com a marca "Hornets" no peito. A equipe também revelou um uniforme alternativo azul-petróleo com a marca "Charlotte" no peito. O uniforme verde-azulado é planejado para ser usado como um uniforme alternativo e usado um total de 16 a 20 vezes por temporada.
Em 25 de junho de 2015, os Hornets revelou um uniforme alternativo de manga preta, apresentando seu apelido "Buzz City" na frente. A equipe usou o uniforme por até seis jogos durante a temporada de 2015-16. Também foi usado durante jogos selecionados dos Playoffs da NBA de 2016.
Os Hornets renovaram seus uniformes roxos "Statement" antes da temporada de 2019-20. A frente do uniforme apresentava a sigla "CHA" em negrito com detalhes em azul-petróleo, enquanto listras azul-petróleo acentuam as laterais. A silhueta do logotipo dos Hornets foi movida para as laterais dos shorts enquanto o logotipo parcial foi colocado na linha da cintura.
O uniforme "City" para a temporada de 2019-2020 se afastou do conceito "Buzz City" e foi com uma base cinza, roxo, azul-petróleo e contorno preto, sigla "CHA" em números roxos e brancos com detalhes roxos. Um padrão de célula adornava as laterais.
A edição "Classic" apresentou um renascimento dos uniformes listrados originais do Hornets no modelo atual da Nike. A versão verde-azulada foi usada na temporada 2017–18, seguida por uma versão branca em 2018–19, completa com uma quadra alternativa marcando o 30º aniversário do basquete da NBA em Charlotte. Para 2019-20, os Hornets usarão versões roxas dos uniformes listrados para comemorar o 25º aniversário do lançamento do uniforme. Em 31 de agosto de 2020, os Hornets revelaram novos uniformes que incluem camisetas duplas listradas que homenageiam as camisetas usadas de 1997 a 2002. Estas são as primeiras camisetas regulares dos Hornets a incluir listras, uma vez que as usaram como os Bobcats durante a temporada de 2011-12.

## Arenas
- Charlotte Coliseum (1988–2002, 2004–2005).
- Spectrum Center (conhecido como Charlotte Bobcats Arena de 2005 a 2008 e como Time Warner Cable Arena de 2008 a 2016) (2005-presente).

Os Hornets jogaram suas primeiras 15 temporadas no Charlotte Coliseum, que foi chamado de "The Hive" pelos fãs. Com quase 24.000 lugares, foi (e ainda continua sendo) o maior estádio específico de basquete em capacidade. O Coliseu recebeu 364 lotações completas consecutivas da NBA de dezembro de 1988 a novembro de 1997. Os Hornets iriam liderar a NBA em comparecimento ao longo de suas primeiras sete temporadas.
Quando eles voltaram como Bobcats, eles jogaram temporariamente no Coliseu na temporada de 2004-05, enquanto sua nova arena (a Charlotte Bobcats Arena) estava sendo construída. Após sua conclusão, a cidade fechou o antigo Coliseu e abriu a nova arena com um show dos Rolling Stones. Em abril de 2008, os Bobcats chegaram a um acordo de naming rights com a Time Warner Cable, o maior provedor de televisão a cabo da Carolina do Norte. Quando os Hornets voltaram para Charlotte, o apelido "The Hive" também voltou à arena. Em agosto de 2016, a arena foi renomeada como Spectrum Center após a fusão da Time Warner com a Charter Communications e sua marca de consumo / empresa Spectrum.

## Jogadores

### Direitos de draft retidos
Os Hornets detêm os direitos de draft das seguintes escolhas de draft não assinadas que estão jogando fora da NBA. Um jogador selecionado que não é contratado pela equipe que o recrutou, pode assinar com qualquer equipe que não seja da NBA. Nesse caso, a equipe retém os direitos de draft do jogador na NBA até um ano após o término do contrato do jogador com a equipe que não é da NBA. Esta lista inclui direitos de draft que foram adquiridos de negociações com outras equipes.
| Draft | Rodada | Escolha | Jogador      | Pos. | Nacionalidade  | Time atual                           | Notas                                    | Ref     |
| ----- | ------ | ------- | ------------ | ---- | -------------- | ------------------------------------ | ---------------------------------------- | ------- |
| 2015  | 2      | 51      | Tyler Harvey | G    | Estados Unidos | Cangrejeros de Santurce (Porto Rico) | Adquirido do Orlando Magic (via Memphis) | [ 113 ] |

### Números aposentados
| No. | Jogador      | Posição     | Tempo     | Data                   |
| --- | ------------ | ----------- | --------- | ---------------------- |
| 13  | Bobby Phills | Ala-armador | 1997–2000 | 9 de Fevereiro de 2000 |

- O Charlotte Hornets aposentou o número de Phills em 9 de fevereiro de 2000, depois que ele morreu em um acidente de carro em Charlotte. Sua camisa ficou pendurada nas vigas do Charlotte Coliseum até a franquia ser realocada em maio de 2002. Ela foi exibida na New Orleans Arena até que a franquia se tornou os Pelicans em 2013. Em 1 de novembro de 2014, sua camisa foi devolvida a Charlotte, onde foi homenageado e atualmente está no Spectrum Center.[114][115][116]

## Estatísticas gerais
Estatísticas atualizadas em 21 de março de 2025.

### Jogos
| #   | País                           | Nome                   | Período              | Jogos |
| --- | ------------------------------ | ---------------------- | -------------------- | ----- |
| 1.  | Estados Unidos                 | Dell Curry             | 1988–1998            | 701   |
| 2.  | Estados Unidos                 | Muggsy Bogues          | 1988–1998            | 632   |
| 3.  | Estados Unidos                 | Kemba Walker           | 2011–2019            | 605   |
| 4.  | Estados Unidos                 | Cody Zeller            | 2013–2021            | 467   |
| 5.  | República Democrática do Congo | Bismack Biyombo        | 2011–2014; 2018–2021 | 457   |
| 6.  | Estados Unidos                 | Gerald Wallace         | 2004–2011            | 454   |
| 7.  | Estados Unidos                 | Michael Kidd-Gilchrist | 2012–2020            | 433   |
| 8.  | Estados Unidos                 | Marvin Williams        | 2014–2020            | 429   |
| 9.  | Estados Unidos                 | Miles Bridges          | 2018–                | 424   |
| 10. | Estados Unidos                 | Raymond Felton         | 2005–2010            | 399   |

### Pontos
| #   | País           | Nome           | Período   | Pontos |
| --- | -------------- | -------------- | --------- | ------ |
| 1.  | Estados Unidos | Kemba Walker   | 2011–2019 | 12.009 |
| 2.  | Estados Unidos | Dell Curry     | 1988–1998 | 9.839  |
| 3.  | Estados Unidos | Gerald Wallace | 2004–2011 | 7.437  |
| 4.  | Estados Unidos | Larry Johnson  | 1991–1996 | 7.405  |
| 5.  | Estados Unidos | Miles Bridges  | 2018–     | 6.642  |
| 6.  | Estados Unidos | Terry Rozier   | 2019–2023 | 5.974  |
| 7.  | Estados Unidos | Glen Rice      | 1995–1998 | 5.651  |
| 8.  | Estados Unidos | Muggsy Bogues  | 1988–1998 | 5.531  |
| 9.  | Estados Unidos | Raymond Felton | 2005–2010 | 5.311  |
| 10. | Estados Unidos | David Wesley   | 1997–2002 | 5.241  |

### Rebotes
| #   | País                           | Nome                   | Período              | Rebotes |
| --- | ------------------------------ | ---------------------- | -------------------- | ------- |
| 1.  | Estados Unidos                 | Emeka Okafor           | 2004–2009            | 3.516   |
| 2.  | Estados Unidos                 | Larry Johnson          | 1991–1996            | 3.479   |
| 3.  | Estados Unidos                 | Gerald Wallace         | 2004–2011            | 3.398   |
| 4.  | Estados Unidos                 | Cody Zeller            | 2013–2021            | 2.824   |
| 5.  | Estados Unidos                 | Miles Bridges          | 2018–                | 2.627   |
| 6.  | República Democrática do Congo | Bismack Biyombo        | 2011–2014; 2018–2021 | 2.625   |
| 7.  | Estados Unidos                 | Michael Kidd-Gilchrist | 2012–2020            | 2.388   |
| 8.  | Estados Unidos                 | Anthony Mason          | 1996–2000            | 2.354   |
| 9.  | Estados Unidos                 | Kemba Walker           | 2011–2019            | 2.317   |
| 10. | Estados Unidos                 | Marvin Williams        | 2014–2020            | 2.293   |

### Assistências
| #   | País           | Nome           | Período   | Assistências |
| --- | -------------- | -------------- | --------- | ------------ |
| 1.  | Estados Unidos | Muggsy Bogues  | 1988–1998 | 5.557        |
| 2.  | Estados Unidos | Kemba Walker   | 2011–2019 | 3.308        |
| 3.  | Estados Unidos | Raymond Felton | 2005–2010 | 2.573        |
| 4.  | Estados Unidos | David Wesley   | 1997–2002 | 1.911        |
| 5.  | Estados Unidos | LaMelo Ball    | 2020–     | 1.710        |
| 6.  | Estados Unidos | Baron Davis    | 1999–2002 | 1.605        |
| 7.  | Estados Unidos | Larry Johnson  | 1991–1996 | 1.553        |
| 8.  | França         | Nicolas Batum  | 2015–2020 | 1.521        |
| 9.  | Estados Unidos | Brevin Knight  | 2004–2007 | 1.497        |
| 10. | Estados Unidos | Dell Curry     | 1988–1998 | 1.429        |

## Treinadores
Houve 10 treinadores nos Hornets. O primeiro treinador da franquia foi Dick Harter, que treinou por duas temporadas. Allan Bristow e Steve Clifford são os líderes de todos os tempos da franquia em mais jogos da temporada regular (410); Bristow também é o líder de todos os tempos da franquia em mais vitórias em jogos da temporada regular (207); Dave Cowens é o líder de todos os tempos da franquia com a maior porcentagem de vitórias na temporada regular (0,609); Paul Silas é o líder de todos os tempos da franquia em mais jogos de playoffs (23) e o maior número de vitórias em jogos de playoffs (11). Larry Brown é o único técnico da franquia a ter sido eleito para o Hall da Fama do Basquete como técnico. Atualmente, o treinador principal dos Hornets é James Borrego.
|                   |                    |               | Temporada regular | Temporada regular | Temporada regular | Temporada regular | Playoffs | Playoffs | Playoffs | Playoffs |            |
| #                 | Nome               | Tempo         | J                 | V                 | D                 | %                 | J        | V        | D        | %        | Referência |
| Charlotte Hornets |                    |               |                   |                   |                   |                   |          |          |          |          |            |
| 1.                | Dick Harter        | 1988–1990     | 122               | 28                | 94                | .230              | 0        | 0        | 0        | –        | [ 118 ]    |
| 2.                | Gene Littles       | 1990–1991     | 124               | 37                | 87                | .298              | 0        | 0        | 0        | –        | [ 119 ]    |
| 3.                | Allan Bristow      | 1991–1996     | 410               | 207               | 203               | .505              | 13       | 5        | 8        | .385     | [ 120 ]    |
| 4.                | Dave Cowens        | 1996–1999     | 179               | 109               | 70                | .609              | 12       | 4        | 8        | .333     | [ 121 ]    |
| 5.                | Paul Silas         | 1999–2002     | 281               | 161               | 120               | .573              | 23       | 11       | 12       | .478     | [ 122 ]    |
| Charlotte Bobcats |                    |               |                   |                   |                   |                   |          |          |          |          |            |
| 6.                | Bernie Bickerstaff | 2004–2007     | 246               | 77                | 169               | .313              | 0        | 0        | 0        | –        | [ 123 ]    |
| 7.                | Sam Vincent        | 2007–2008     | 82                | 32                | 50                | .390              | 0        | 0        | 0        | –        | [ 124 ]    |
| 8.                | Larry Brown        | 2008–2010     | 192               | 88                | 104               | .458              | 4        | 0        | 4        | .000     | [ 125 ]    |
| —                 | Paul Silas         | 2010–2012     | 120               | 32                | 88                | .267              | 0        | 0        | 0        | –        |            |
| 9.                | Mike Dunlap        | 2012–2013     | 82                | 21                | 61                | .256              | 0        | 0        | 0        | –        | [ 126 ]    |
| 10.               | Steve Clifford     | 2013–2014     | 82                | 43                | 39                | .524              | 4        | 0        | 4        | .000     | [ 127 ]    |
| Charlotte Hornets |                    |               |                   |                   |                   |                   |          |          |          |          |            |
| —                 | Steve Clifford     | 2014–2018     | 328               | 153               | 175               | .466              | 7        | 3        | 4        | .429     |            |
| 11.               | James Borrego      | 2018–2022     | 301               | 138               | 163               | .458              | —        | —        | —        | –        | [ 128 ]    |
| —                 | Steve Clifford     | 2022–2024     | 164               | 48                | 116               | .293              |          |          |          |          |            |
| 12.               | Charles Lee        | 2024–Presente | 0                 | 0                 | 0                 | –                 | —        | —        | —        | –        | [ 129 ]    |

## Mascote e cheerleaders

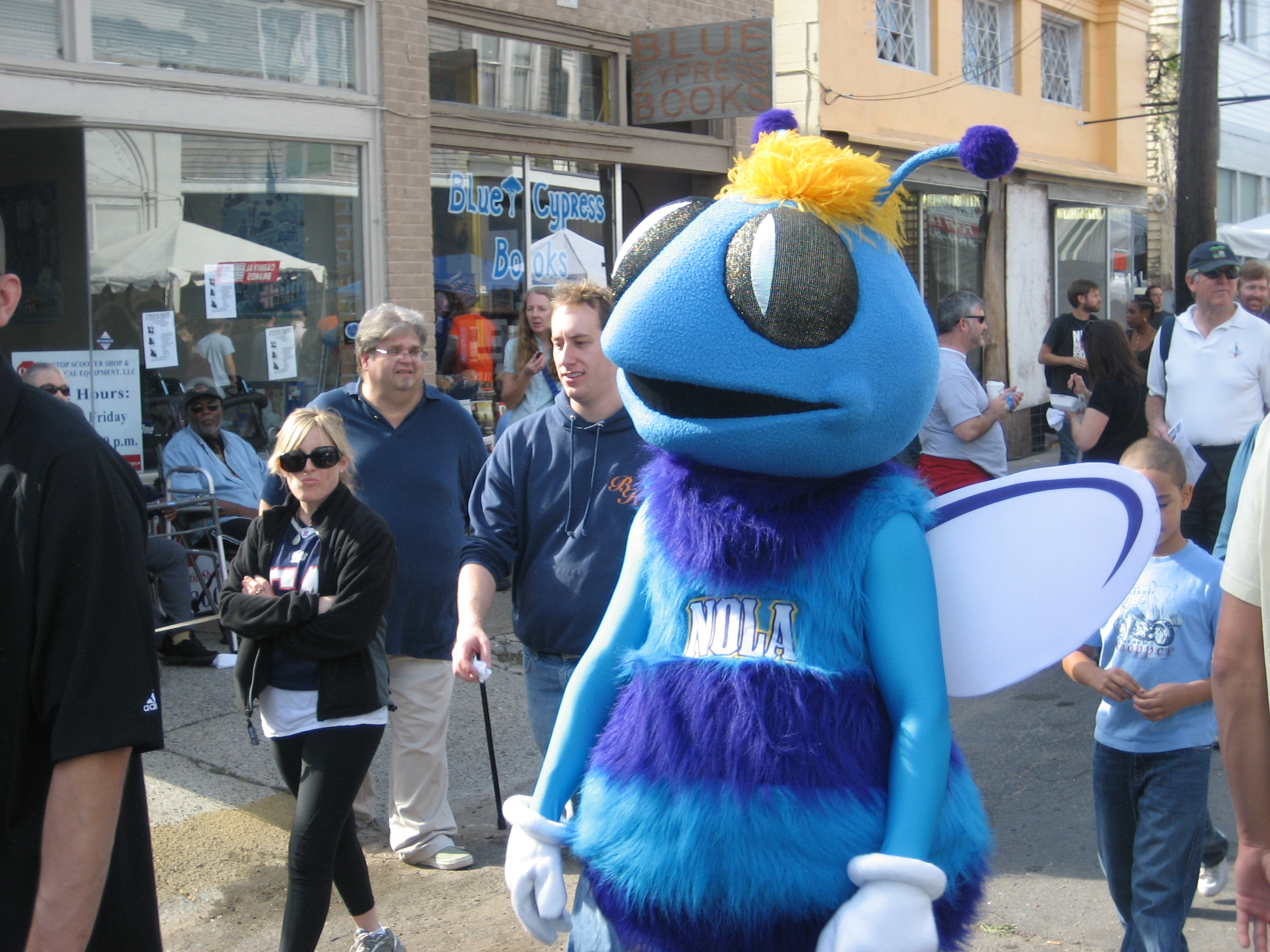
O Hugo original em Nova Orleans

Hugo The Hornet é o mascote atual da franquia e foi mantido pelo New Orleans Hornets após a saída de Charlotte em 2002, até a nova marca da franquia de New Orleans como Pelicans. Pouco depois da notícia de que Charlotte teriam o nome Hornets de volta, Hugo foi anunciado para retornar como o novo mascote do Charlotte Hornets para a temporada de 2014-15.
De 2004 a 2014, Rufus D. Lynx foi o mascote dos Bobcats. Ele apareceu pela primeira vez em 1 de novembro de 2003, de acordo com sua biografia oficial no site dos Bobcats. O nome vem do nome científico da lince, que é Lynx rufus. Durante a NBA All-Star Jam Session de 2012, Rufus D. Lynx quebrou um recorde mundial junto com Coyote, Grizz, Hooper e Sly the Silver Fox de mais enterradas "entre as pernas". Rufus D. Lynx foi oficialmente aposentado após a conclusão da temporada de 2013–14 e os Hornets fizeram um vídeo de despedida dele em maio de 2014. O Hugo atualizado foi revelado em um próximo a tour pela cidade em 5 de junho de 2014.
Os Hornets têm uma equipe oficial de líderes de torcida conhecida como Charlotte Honey Bees. Eles também representam a marca Hornets como embaixadores da comunidade e estão envolvidos em atividades de serviço comunitário e funções de caridade. Quando o time era conhecido como Bobcats, as líderes de torcida eram chamadas de Lady Cats.